# Unterwegs nach Bigorra
„Unterwegs nach Bigorra“ ist ein Geschichtsroman von Arnulf Zitelmann, der 1994 beim Verlag Beltz & Gelberg erschien. Er spielt im mittelalterlichen Frankreich zur Zeit der islamischen Eroberungszüge durch Europa.

## Handlung
Der Roman spielt im Jahr 732. Protagonistin ist die junge Fränkin Itta, die aus bretonischer Sklaverei zu ihrem Heimathof zurückkehrt, dort jedoch ihren Mann mit ihrer Schwester verheiratet vorfindet. Um nicht zu einer Zwangsheirat mit dem Hofsverwalter gezwungen zu werden (was die rechtliche Situation für ihren „Ex“-Mann klären würde), flieht sie schon am nächsten Tag und schließt sich dem jüdischen reisenden Händler Jakob an, der sie nach anfänglichem Misstrauen unter seinen Schutz stellt. Ittas Ziel ist Bigorra, eine Stadt am Fuß der Pyrenäen, wo ihre Tante lebt. Sie wird jedoch von ihrem ehemaligen Mann verfolgt, da sie bei ihrer Flucht auch ihre (ihr zustehende) Mitgift hat mitgehen lassen.
Unterwegs durchqueren Jakob und Itta verschiedene heute geschichtsträchtige Städte und werden Augenzeugen der Schlacht von Tours, in der die Sarazenen von den Franken zurückgeschlagen werden. Bei dieser Gelegenheit retten sie den in der Schlacht erblindeten sarazenischen Prinzen Sahnun, der zu ihrem Begleiter wird. Oft geraten die drei unterwegs in Gefahr, werden überfallen, Itta und Sahnun kurzfristig versklavt, Jakob von seinen Glaubensbrüdern sogar geächtet. Es gelingt ihnen jedoch jedes Mal, die Gefahr zu überwinden und ihre Reise fortzusetzen. Indem sie Sahnun zu seinen Landsleuten zurückbringen, bewirken sie, dass diese die Belagerung der fränkischen Stadt Toulouse abbrechen. Jakob macht Itta den Vorschlag, seinen Sohn zu heiraten, was diese zunächst ablehnt. Nachdem sie sich von ihm getrennt hat und um ein Haar doch noch von ihrem ehemaligen Ehemann erwischt worden wäre, überlegt sie es sich anders und kehrt zu Jakob zurück.

## Stil
Zitelmann verbindet hier in der für ihn typischen Erzählweise (d. h. aus der Sicht einer bestimmten in die Geschichte integrierten Person, nicht aus der eines allwissenden Erzählers) geschichtsträchtige Ereignisse mit dem Schicksal scheinbar unbedeutender Leute, deren Lebensweise und Probleme (auch mit den Mächtigen) er schildert, indem er sie Abenteuer und Reisen bestehen lässt, die sie mit historisch bedeutenden Schauplätzen und Personen in Berührung bringen.

## Ausgabe
- Unterwegs nach Bigorra. Abenteuer-Roman aus dem frühen Mittelalter. 1994, Neuauflage 2001, ISBN 3-407-78445-7